# Alyssa Edwards
Justin Dwayne Lee Johnson, mais conhecido por seu nome artístico Alyssa Edwards, é uma drag norte-americana, coreógrafo e empresário. Johnson era conhecida por competir de drag pageantry (notavelmente Miss Gay America 2010) antes de se destacar na quinta temporada de RuPaul's Drag Race, tornando-se uma das favoritas dos fãs durante e depois de seu tempo no programa. Johnson mora em Mesquite, Texas, onde é dono e dirige um estúdio premiado, Beyond Belief Dance Company. Johnson e seu estúdio de dança são as peças centrais de uma nova docuseries, Dancing Queen, produzido por RuPaul e World of Wonder e será estreado em 5 de outubro de 2018 na Netflix.

## Carreira

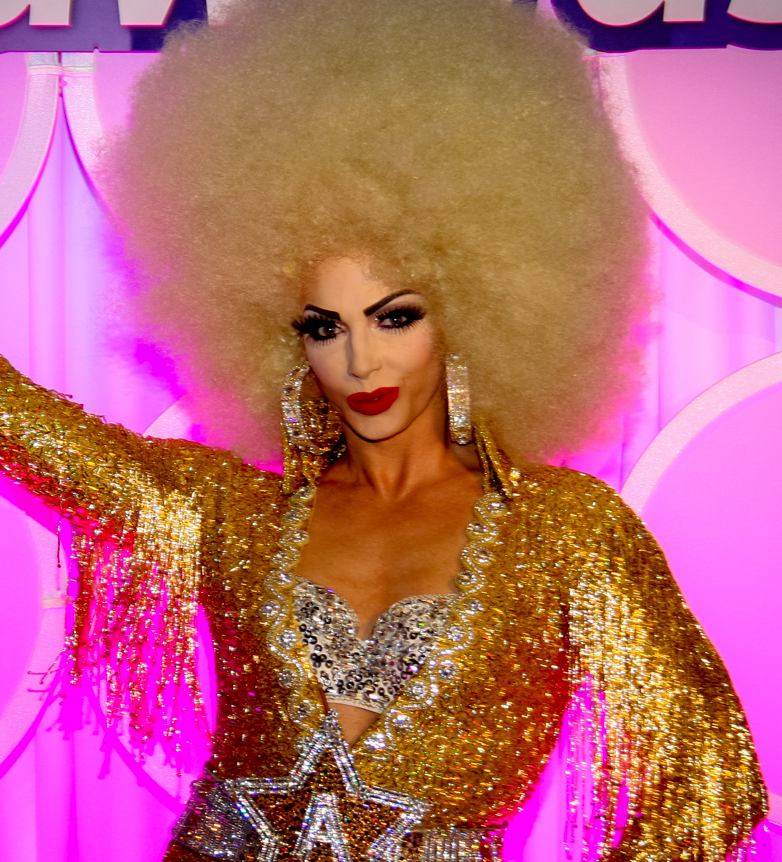
Alyssa Edwards, em abril de 2017, durante DragCon no Los Angeles Convention Center

Johnson executa sob o nome artístico de Alyssa Edwards. Ele escolheu seu nome em homenagem a Alyssa Milano e a sua drag mãe Laken Edwards, uma antiga drag queen. Johnson faz parte da família de drag "the Haus of Edwards" e serve como drag mãe para os competidores de RuPaul's Drag Race, Shangela Laquifa Wadley, Laganja Estranja, Gia Gunn e Plastique Tiara. Johnson foi um dos juízes do desfile de Animadores do Ano da Califórnia de 2010, que Shangela ganhou.
Johnson apareceu no documentário de 2008 chamado Pageant. O filme focou no 34º concurso de Miss Gay America de 2006. Em 9 de dezembro de 2010, Johnson foi destituído de seu título Miss Gay America de 2010 por ter negócios em conflito com obrigações para com a organização Miss América Gay. O primeiro substituto, Coco Montrese, substituiu Johnson como o vencedor da Miss Gay America. Naquele mesmo ano, Johnson também foi destituído de seu título como All American Goddess.
Em novembro de 2012, a Logo anunciou que Johnson estava entre as 14 drag queens que competiriam na quinta temporada do RuPaul's Drag Race. Também atuando no show foi o amigo de concurso e rival Coco Montrese. Atuando como Alyssa Edwards durante toda a temporada, Johnson venceu o principal desafio com o tema do balé no episódio "Black Swan: Why It Gotta Be Black?". Como parte do show, Johnson cantou a música inspirada "We Are the World" "Can I Get a Amen?" Os lucros da música ajudaram a beneficiar o Centro Gay e Lésbico de Los Angeles. Johnson foi eliminado no episódio 9, após um lip sync contra Coco Montrese, e terminou em sexto lugar. Johnson também foi um convidado especial na série de podcasts dirigida por RuPaul e Michelle Visage chamada "What's the Tee?"
Johnson também é conhecido por sua série na web intitulada "Alyssa's Secret". A série é estrelada por Johnson atuando como Alyssa Edwards falando sobre uma infinidade de assuntos e muitas vezes apresentando convidados, incluindo outros membros da Haus of Edwards. A websérie é produzida e é lançada pela World of Wonder Productions.[carece de fontes?]
Em 2016, Johnson retornou como um dos 10 competidores da segunda temporada do RuPaul's Drag Race: All Stars, terminando em quinto lugar. Johnson venceu o principal desafio do terceiro episódio intitulado "Herstory of the World", interpretando Annie Oakley em uma apresentação com outras mulheres famosas ao longo da história. Ele foi então eliminado no episódio 4 "Drag Movie Shequels", depois de tocar Bland em "Wha 'Ha' Happened to Baby JJ", uma paródia de "What Ever Happened to Baby Jane?", Com Alaska como Baby JJ. Ela retornou no episódio 5 "Revenge of the Queens", ganhando a chance de reentrar na competição, vencendo um desafio de comédia com o Alaska seguido por um lip sync de "Shut Up and Drive" de Rihanna, no qual tanto Edwards quanto Tatianna venceram. Johnson foi então eliminado pela segunda vez no episódio 7 "A Family that Drags Together", ficando em 5º lugar no geral.

## Títulos
Edwards competiu e ganhou vários títulos de concurso. Eles incluem:
- Miss Gay Texas America 2004, primeiro suplente[16]
- Miss Gay Texas America 2005, vencedor
- Miss Gay America 2005, segunda alternativa
- Representante Regional da Miss Northwest 2005, vencedor[carece de fontes?]
- Miss Gay America 2006, terceiro suplente[carece de fontes?]
- Miss Texas FFI 2006, vencedor
- Miss Gay USofA 2006, vencedor
- Miss Texas Continental 2007, vencedor
- Miss Shining Star Continental 2009, vencedor
- Miss Gay Mid East America 2008, primeira alternativa[carece de fontes?]
- Miss Gay America 2009, terceiro suplente[17]
- Miss Gay Heartland America 2009, primeiro suplente[18]
- Miss Gay Heartland America 2010, primeiro suplente
- Miss Gay America 2010, vencedor
- Elegância do Sul Toda a Deusa Americana 2010, vencedor
- All American Goddess 2010, vencedor
- Artista Nacional do Ano, FI 2014, primeira alternativa

## Filmografia

### Filme
| Ano  | Título             | Papel          | Notas        |
| ---- | ------------------ | -------------- | ------------ |
| 2008 | Pageant            | Ela mesma      | Documentário |
| 2016 | Hurricane Bianca   | Ambrosia Salad | Comédia      |
| 2018 | Hurricane Bianca 2 | Ambrosia Salad | Comédia      |

### Televisão
| Ano       | Título                               | Papel     | Notas                                            |
| --------- | ------------------------------------ | --------- | ------------------------------------------------ |
| 2010      | My Life as Liz                       | Ele mesmo | Episódio: "Liz's Got Talent? (Part 1)"           |
| 2013      | RuPaul's Drag Race                   | Ela mesma | Temporada 5 – 6º lugar                           |
| 2013      | RuPaul's Drag Race: Untucked         | Ela mesma | Companion programa para RuPaul's Drag Race       |
| 2013      | NewNowNext Awards                    | Ela mesma |                                                  |
| 2015      | Beyond Belief                        | Ele mesmo | pós-produção                                     |
| 2015–2016 | Skin Wars                            | Ela mesma | 2 episódios                                      |
| 2016      | RuPaul's Drag Race All Stars         | Ela mesma | Temporada 2 – 5º lugar                           |
| 2018      | RuPaul's Drag Race                   | Ela mesma | Temporada 10 - Episódio 2, Participação Especial |
| 2018      | RuPaul's Drag Race                   | Ela mesma | Temporada 11 - Episódio 7, Participação Especial |
| 2018      | Dancing Queen                        | Ela mesma | 8 episódios                                      |
| 2020      | RuPaul's Secrety Celebrity Drag Race | Ela mesma | Mentora                                          |
| 2020      | RuPaul's Drag Race All Stars         | Ela mesma | Temporada 5 - Episódio 1, Participação Especial  |

### Web série
| Ano       | Título         | Função | Notas                         |
| --------- | -------------- | ------ | ----------------------------- |
| 2013-2017 | Alyssa Segredo | - Se   | Produzido por World of Wonder |